# تطفت
تطفت هي قرية مغربية شمال المملكة. تنتمي تطفت لإقليم العرائش الساحلي. تضم هذه القرية 11.005 نسمة (إحصاء 2004).